# Nožed
Nožed (Italiaans: Nosedo) is een plaats in Slovenië en maakt deel uit van de gemeente Piran in de NUTS-3-regio Obalnokraška. De plaats telde 72 inwoners op 1 januari 2020.